# Bàng Đức
Bàng Đức (庞德, 170 - 219), tự là Lệnh Minh là viên võ tướng Tây Lương (phục vụ dưới trướng của Mã Đằng, Mã Siêu) và sau đó là tướng của phe Tào Ngụy cuối thời Đông Hán, đầu thời Tam Quốc trong lịch sử Trung Quốc. Ông nổi danh trong việc tham gia hai trận chiến lớn trong thời Tam quốc là trận Đồng Quan (211) và trận chiến tại Phàn Thành (219). Ông là người quận Nam An, huyện Hoan Đạo.

## Sự nghiệp
Bàng Đức sinh năm 170 tại Thiểm Tây. Lúc còn trẻ, Bàng Đức đã tham gia làm việc cho chính quyền, ông được giữ chức Tòng sự, là một chức lại ở châu quận ông đang cư trú. Năm Sơ Bình trung, ông theo Mã Đằng, thứ sử Tây Lương đánh dẹp các tộc Khương, Đê làm phản. Mấy lần lập được chiến công, sau đó được thăng lên chức Hiệu uý.

### Theo Mã Siêu dẹp loạn
Năm Kiến An trung, Khi Thừa tướng Tào Tháo xuất quân đánh dẹp loạn Đàm, Thượng ở vùng Lê Dương, Viên Đàm phái Quách Viên, Cao Cán tấn công vùng Hà Đông để phân chia binh lực Tào Tháo. Tào Tháo cử Quan Tư lệ hiệu uý Chung Do trấn thủ Quan Trung để bình loạn đồng thời đốc suất các chư tướng ở Quan Trung cùng hợp sức đánh dẹp Cao Cán, Quách Viên.
Chung Do gửi thư cho Mã Đằng, Hàn Toại khi đó đang có xung đột phân tích lợi hại và yêu cầu hai bên hòa giải và cũng đề nghị Mã Đằng xuất quân phối hợp thảo phạt Quách Viên và Cao Cán. Mã Đằng cử Mã Siêu làm chỉ huy quân Tây Lương phối hợp với quân triều đình theo Chung Do đi đánh dẹp Quách Viên, Cao Cán ở Bình Dương. Bàng Đức cũng được cử làm bộ tướng cho Mã Siêu di theo ông trong chiến dịch này.
Theo Tam Quốc chí cho biết Bàng Đức đã chém chết Quách Viên chủ tướng của quân phản loạn. Tam Quốc chí đã hai lần khẳng định chi tiết này trong Mã Siêu truyện và Bàng Đức truyện, theo đó, khẳng định Bàng Đức đã chém được Quách Viên, cắt lấy thủ cấp, trong trận đánh này, Bàng Đức "làm tiên phong, tiến đánh Viên, Cán, đại phá quân địch, đích thân chém đầu Viên".
Ngoài ra, Nguỵ lược chép rất chi tiết về sự kiện này. Theo đó, "Đức chém được một thủ cấp, không biết đó là Viên. Sau khi tan cuộc chiến, chúng nhân đều nói Viên đã chết mà không tìm được thủ cấp. Viên, là cháu ngoại của Chung Do. Về sau Đức từ từ bỏ cái túi xuống thì bên trong có một cái đầu rơi ra, Do nhìn thấy cái đầu ấy liền khóc. Đức tạ lỗi với Do, Do nói: "Viên tuy là cháu ta, nhưng là kẻ quốc tặc. ông hà cớ gì mà tạ ta?".
Tam Quốc chí phần Bàng Đức truyện cũng chép rằng sau trận đánh này Bàng Đức được thăng chức từ Hiệu úy lên Trung Lang tướng và sau đó được nhận tước Đô Đình hầu.

### Tiếp tục chinh chiến
Sau đó Trương Bạch Kỵ lãnh đạo quân nổi dậy ở vùng Hoằng Nông, Bàng Đức lại được theo Đằng đi chinh phạt, công phá Bạch Kỵ ở vùng Lưỡng Hào. Mỗi khi xuất chiến, Bàng Đức "thường xung phong hãm trận đánh lui quân địch, dũng khí trùm ba quân".
Sau khi Mã Đằng được vời về làm Vệ Uý, Bàng Đức ở lại làm thuộc hạ của Mã Siêu, con trai cả của Mã Đằng quyết tâm xây dựng cơ nghiệp Tây Lương.

### Đại chiến Đồng Quan
Năm 211, ông cùng con trai của Mã Đằng là Mã Siêu cất quân đánh Tào Tháo trong trận Đồng Quan. Quân Tây Lương chiếm được Trường An và ải Đồng Quan nhưng sau đó Tào Tháo phản công thắng lợi đánh bại quân Mã Siêu. Bàng Đức cùng Mã Siêu chạy trốn về phía tây.
Trong trận chiến Đồng Quan, Bàng Đức luôn là viên tướng dũng mãnh của quân Tây Lương, ông luôn là người xung phong đi đầu trong các trận đánh và là viên tướng chủ lực của quân Tây Lương. Tam Quốc diễn nghĩa cho biết chính ông là người đã hiến kế cho Mã Siêu chiếm thành Trường An.

### Tập kích Lũng Thượng
Sau thất bại tại Đồng Quan, ông cùng Mã Siêu và Mã Đại chạy trốn vào vùng kiểm soát của rợ Khương, sau đó không ngừng chiêu binh mãi mã chuẩn bị phản công quân Tào.
Năm 213, Bàng Đức và Mã Siêu lại lần nữa khởi binh đánh quân Tào ở Lũng Thượng, quân nổi dậy nhanh chóng chiếm cứ được các địa điểm quan trong như Ký Thành... Bàng Đức được giao nhiệm vụ trấn giữ Ký Thành.
Sau đó, Mã Siêu bị các hàng tướng người Hán thông đồng bội phản, phối hợp cùng quân Tào đánh úp phải chạy đến Hán Trung đầu quân cho Trương Lỗ, Bàng Đức đi theo chủ của mình.

### Theo về với Tào Tháo
Năm 214, Mã Siêu đầu hàng Lưu Bị nhưng Bàng Đức ốm nên phải ở lại Hán Trung. Năm 215, Tào Tháo tấn công ải Dương Bình nhằm chiếm Hán Trung. Trương Lỗ sai Bàng Đức ra địch Tào Tháo. Tào Tháo thấy Bàng Đức có tài nên tìm cách bắt Bàng Đức và chiêu hàng ông. Bàng Đức theo về với Tào Tháo. Ông được phong là Lập Nghĩa Tướng quân, nhận tước Quan Môn đình hầu và được hưởng lộc (thu tô, thuế) 300 hộ dân.
Đầu năm 219, Bàng Đức hộ tống Tào Tháo từ Hán Trung về Hứa Đô an toàn khi Tào Tháo bị quân Thục truy kích.

### Trận chiến Phàn Thành

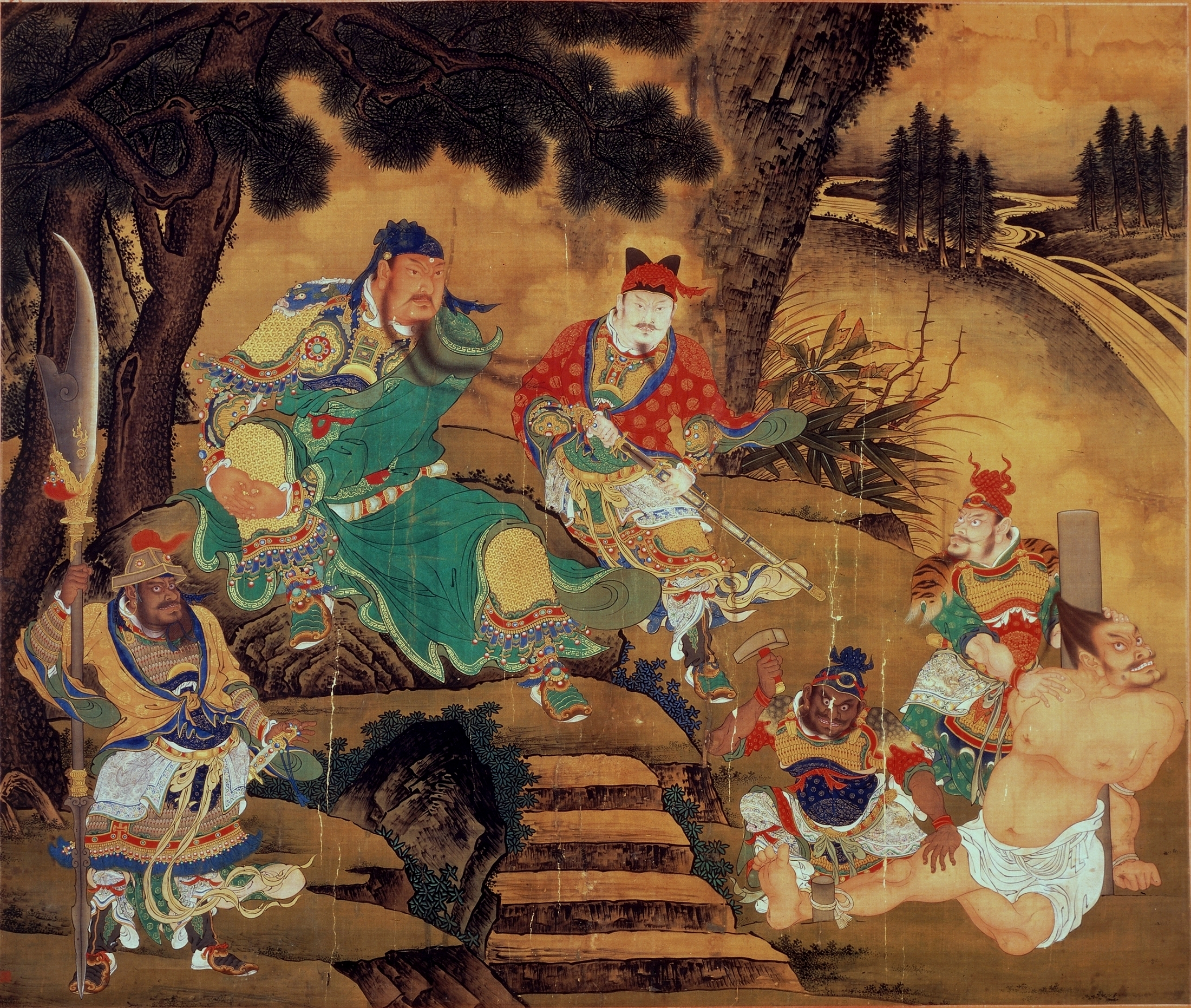
Quan Vũ bắt sống Bàng Đức

Năm 219, Hầu Âm, Vệ Khai nổi dậy chống lại Tào Tháo ở huyện Uyển. Tào Tháo phong Tào Nhân là Chinh Nam tướng quân, Bàng Đức làm Chinh Tây đô tiên phong, dẫn quân bản bộ hợp với Tào Nhân cùng vây đánh huyện Uyển, chém Âm, Khai, rồi xuôi Nam đóng quân ở Phàn Thành, tấn công Quan Vũ.
Tam Quốc diễn nghĩa chép là Vu Cấm cùng với Bàng Đức khởi bảy đạo quân tiến đánh Quan Vũ giải vây Phàn Thành.
Các tướng ở Phàn Thành thấy anh họ của Bàng Đức là Bàng Nhu ở Hán Trung phục vụ Lưu Bị, đều nghi ngờ về lòng trung thành của ông.
Ông đã khẳng khái tuyên bố:
| “ | Ta đã chịu quốc ân, về nghĩa phải lấy cái chết để báo đáp. Ta muốn thân chinh đi đánh Quan Vũ. Năm nay nếu ta không giết được Vũ, tất Vũ sẽ giết ta | ” |

Sau đó Bàng Đức thân chinh cùng với Quan Vũ giao chiến, ông bị Quan Vũ đánh, trong lúc nguy cấp, được Nhạc Tiến bắn yểm trợ, Quan Vũ bị Trúng tên. Quan Vũ đến Phàn Thành, bị Tào Nhân bắn vào tay mũi tên có thuốc độc nên Quan Vũ phải về dưỡng thương.. Tào Nhân ra lệnh cho Bàng Đức đóng quân cách phía bắc Phàn Thành mười dặm, gặp lúc trời đổ mưa lớn hơn mười ngày, nước sông Hán dâng lớn, dưới chân Phàn Thành đất bằng sâu năm sáu trượng, Bàng Đức cùng chư tướng tránh nước ngập ở trên đê.
Quan Vũ nhân cơ hội đó chỉ huy thủy quân dùng thuyền đến tập kích, lính ở trên thuyền lớn bốn bề cùng bắn tên lên trên đê. Bàng Đức tuy không mặc áo giáp che tên, nhưng thân thủ phi phàm nên tên không bắn trúng.
Dưới áp lực tấn công mãnh liệt của Quan Vũ, tướng quân Đổng Hành và bộ tướng là Đổng Siêu muốn hàng, đều bị Bàng Đức chém chết để nâng cao tinh thần chiến đấu.
Cuộc giao chiến rất ác liệt, "từ sáng sớm đến quá trưa", Quan Vũ càng tập trung quân đánh mạnh, khi tên hết, Quan Vũ lại dùng đoản binh đánh tiếp. Bàng Đức bảo Đốc tướng là Thành Hà rằng:
| “ | Ta nghe bậc lương tướng chẳng sợ cái chết để cẩu thả thoát thân, kẻ sĩ cứng cỏi chẳng huỷ danh tiết để cầu sống, hôm nay, là ngày ta chết đây | ” |

Rồi quyết tâm chiến đấu đến cùng, càng đánh càng hăng, khí thế càng mạnh mẽ, nhưng nước dần dâng cao, tướng sĩ đều ra hàng. Bàng Đức cùng một viên tướng cầm cờ chỉ huy, là hai người khoẻ nhất, cùng giương cung đặt tên, cưỡi một chiếc thuyền nhỏ định quay về doanh trại của Tào Nhân.
Nước lớn khiến thuyền bị lật, cung tên rơi mất, chỉ đành bám vào chiếc thuyền trôi trong làn nước, sau đó bị bắt. Bàng Đức tuy sa vào tay kẻ thù nhưng vẫn hiên ngang, đứng thẳng không chịu quỳ.
Quan Vũ bảo rằng: "Anh ngươi ở Hán Trung, ta muốn dùng ngươi làm tướng, sao chẳng sớm hàng đi?" Bàng Đức mắng Quan Vũ rằng:
| “ | Nguỵ vương có trăm vạn giáp binh, uy chấn thiên hạ. Lưu Bị nhà ngươi chỉ là kẻ tầm thường thôi, há có thể địch nổi sao ! Ta thà làm con ma ở nước Nguỵ, chẳng thèm làm tướng của lũ nghịch tặc vậy. | ” |

Sau cùng Bàng Đức bị Quan Vũ sai đem chém đầu, ông mất năm 39 tuổi. Quan Vũ thấy thương tiếc vì lòng trung, nên ông cho mai táng tử tế.
Tam Quốc diễn nghĩa cho biết, Quan Vũ dùng kế thủy công khiến quân Ngụy đại bại, Bàng Đức bị bắt. Do ông không đầu hàng nên bị chém đầu.
Tào Tháo nghe tin rất đau xót, khóc rỏ nước mắt, rồi phong cho hai con của Bàng Đức làm Liệt hầu. Tào Phi lên tức vương vị, liền sai người tới mộ Bàng Đức ban cho thuỵ hiệu, có chiếu sách rằng:
| “ | Trước kia Tiên Chẩn bị giết mất đầu, Vương Trục đâm cổ tự vẫn, bỏ thân tuẫn tiết, đời xưa đã ngợi khen. Nghĩ rằng sự quả cảm cương nghị của quân hầu đã sáng rõ, việc vong thân vì quốc nạn đã thành danh, nổi tiếng đương thời, nghĩa cao sánh với tiền nhân, quả nhân thương xót lắm, nay ban cho thuỵ là Tráng hầu." | ” |

Tào Tháo ban cho bốn người con của Bàng Đức (trong đó có Bàng Hội) tước Quan nội hầu, đều được thực ấp trăm hộ. Bàng Hội có phong độ dũng liệt của cha, làm quan đến chức Trung uý tướng quân, tước Liệt hầu.

## Mộ phần
Sử sách cũ cho biết Bàng Đức bị Quan Vũ giết, nhưng không nói rõ xác ông ở đâu. Theo ghi chép của Vương Ẩn trong Thục ký thì khi Chung Hội bình Thục, đem theo một đội quan nhạc, rước thi hài Bàng Đức về an táng ở huyện Nghiệp, trong mộ đầy đủ thân thủ như lúc sinh tiền. Như vậy có thể là Bàng Đức sau khi bị Quan Vũ giết chết, ông này đã cho đem thi thể về đất thục (có lẽ để dâng lên cấp trên báo công lĩnh thưởng).
Tuy vậy, sử gia Bùi Tùng Chi đã phủ nhận ghi chép này vì xét rằng Đức chết ở Phàn thành, Văn đế lên tức vị, lại phái sứ giả đến chỗ mộ của Đức, thì thi thể của Đức chẳng thể ở Thục được.

## Gia đình
Bàng Đức có vợ là Lý Thị và con là Bàng Hội ba người kia không rõ danh tính. Ngoài ra còn có anh là Bàng Nhu đang làm quan ở đất Thục.
Bàng Hội sau này theo Chung Hội và Đặng Ngải đánh Thục, giết sạch gia tộc họ Quan để trả thù cho cha.

## Trong Tam Quốc diễn nghĩa
Trong tác phẩm Tam quốc diễn nghĩa, Bàng Đức xuất hiện từ hồi thứ 58.
Xuyên suốt trong tác phẩm này, Bàng Đức được mô tả như một viên tướng thiện chiến, có khí phách và rất tận tụy, trung thành với chủ. Tuy về đầu quân cho Ngụy khá muộn (khi Tào Tháo thắng lợi được trong chiến dịch Hán Trung, bình Trương Lỗ và bắt sống được Bàng Đức) nhưng với bản lĩnh và tài nghệ võ thuật của mình Bàng Đức nhanh chóng được đứng ngang hàng với các võ tướng hàng đầu của quân Ngụy lúc bấy giờ như: Hứa Chử, Trương Liêu, Từ Hoảng, anh em nhà Hạ Hầu.....
Tác phẩm này không mô tả cụ thể về ngoại hình, dung mạo của ông, chỉ có một chi tiết nhỏ đó là: "Đức mình mặc áo bào xanh, tay cầm đại đao, cưỡi ngựa, đứng trước trận" (Hồi 74). Nói chung chỉ có thể hình dung ra ông thông qua những hành động, lời nói và chiến công.

## Trong các trò chơi điện tử
Bàng Đức còn là nguyên mẫu cho các trò chơi điện tử mà đặc biệt là trò Dynasty Warriors, ở trò chơi này, ông được xây dựng là một võ tướng phe Ngụy khẳng khái, là chủ công của quân Tây Lương trong Dynasty Warriors 5, trong phiên bản này, ông được xây dựng giống như là một hiệp sĩ châu Âu thời trung cổ với bộ áo giáp của Kỵ sĩ châu âu cầm hai ngọn kích. Ông bị cắt trong phần sáu và bảy vì không có đủ đất diễn, nhưng xuất hiện trở lại vào phiên bản xtreme legend của phần bảy và tiếp tục xuất hiện ở phần tám. Ở phần tám vũ khí ông đã thay đổi trở thành lang nha chùy